# Autostrada A8 (Włochy)
Autostrada A8, Autostrada Jezior (wł. Autostrada dei Laghi) – łącząca Mediolan z Varese autostrada w północnych Włoszech.

## Historia

### Budowa
Inicjatorem budowy pierwszej w Europie autostrady był inż. Piero Puricceli, który chciał zbudować drogę przeznaczoną wyłącznie dla samochodów. Wybrano Lombardię, aby połączyć przemysłowy Mediolan z włoskimi jeziorami. Komitet pod patronatem włoskiego Touring Clubu 11 marca 1921 roku podjął decyzję o przystąpieniu do budowy autostrady. Koordynacją prac miała zająć się spółka Autostrade Societa Anonima. Rząd włoski nie był jej udziałowcem, ale wsparł budowę udzielając pozwolenia na budowę, prawa wywłaszczania gruntów i zawarł umowę, że po 50 latach autostrada przejdzie na jego własność (z prawem wykupu w każdej chwili).
26 marca 1923 roku po wykupieniu lub wywłaszczeniu terenu pod budowę, pierwszą łopatę wbił Mussolini. Budowa autostrady odbywała się na zasadzie robót publicznych i została zakończona w ciągu 500 dni. Jednego dnia na budowie pracowało około 4000 robotników. Na jej trasie powstało 35 mostów oraz 71 wiaduktów, w tym wiadukt nad stacją Musocco, most na rzece Olona, tunel w Oligiete (70 m).

### Nawierzchnia
Problemem z którym musiała zmierzyć się budująca autostradę Societa Anonima Puricelli była nawierzchnia. Ponieważ brakowało doświadczenia w Europie skorzystano z doświadczeń amerykańskich. Jezdnie pokryto betonem w którego skład metra sześciennego weszło: 0,75 m² tłoczonego kamieni, o,50 m² piasku i 350 kg cementu.

### Otwarcie
21 września 1924 otwarto odcinek Mediolan-Varese (49 km).
28 czerwca 1925 odcinek Lainete-Como (25 km).
W sierpniu 1925 odcinek Gallarete – Secto Calende (11km).

### Eksploatacja przed II wojną
Na trasie ustawiono budki dróżników, których zadaniem było: kierowanie ruchem na rozjazdach, nadzorowanie drogi, sprzedaż biletów, obsługiwanie stacji benzynowych itd. W każdej budce znajdował się skład części zapasowych, opon i kiszek oraz apteczka.
Na 150 m przed każdym rozjazdem umieszczono semafory:
- przed dojazdami – pomarańczowe
- przed rozjazdami i punktami końcowymi – zielone

Koniec i początek trasy oznaczał umieszczony w jej poprzek napis ALT. Przy każdym rozjeździe umieszczono napis Biforcazione (rozjazd) biały na czerwonym tle, który w nocy był oświetlony.
Aby pomóc kierowcom trzymać się prawej strony drogi wbudowano w środek jezdni białe linie, a aby nie wypadli z drogi podczas mgły po obu stronach jezdni umieszczono białe cementowe słupki.
Koszt przejazdu autostrad wynosił w 1929 roku:
- dla motorów – 9 lir
- dla samochodów w zależności od kategorii: do 17KM -12 lir, do 29 KM – 17 lir, powyżej – 20 lir
- dla autobusów; do 20 osób – 40 lir, powyżej 20 osób-60 lir

Powrót był o 50% droższy.
Dodatkowo kierowcy mogli wykupić książeczkę z 24 lub 50 kuponami na przejazd lub abonament na nieograniczoną liczbę przejazdów.

#### Szybkość
Nie było ograniczenia szybkości, ale " kierowca w każdej chwili winien być panem szybkości swojego wozu i móc ja regulować". Przekroczenie tego przepisu było karane grzywną od 500 do 1000 lirów.

## Eksploatacja
Trasa, której operatorem jest spółka Autostrade per l'Italia, należy do najbardziej zatłoczonych dróg na Półwyspie Apenińskim. Na odcinku ponad 20 km autostradą biegnie droga europejska E62, a na krótkim fragmencie w rejonie miasta Rho także trasa E35.